# 장뤼크 멜랑숑

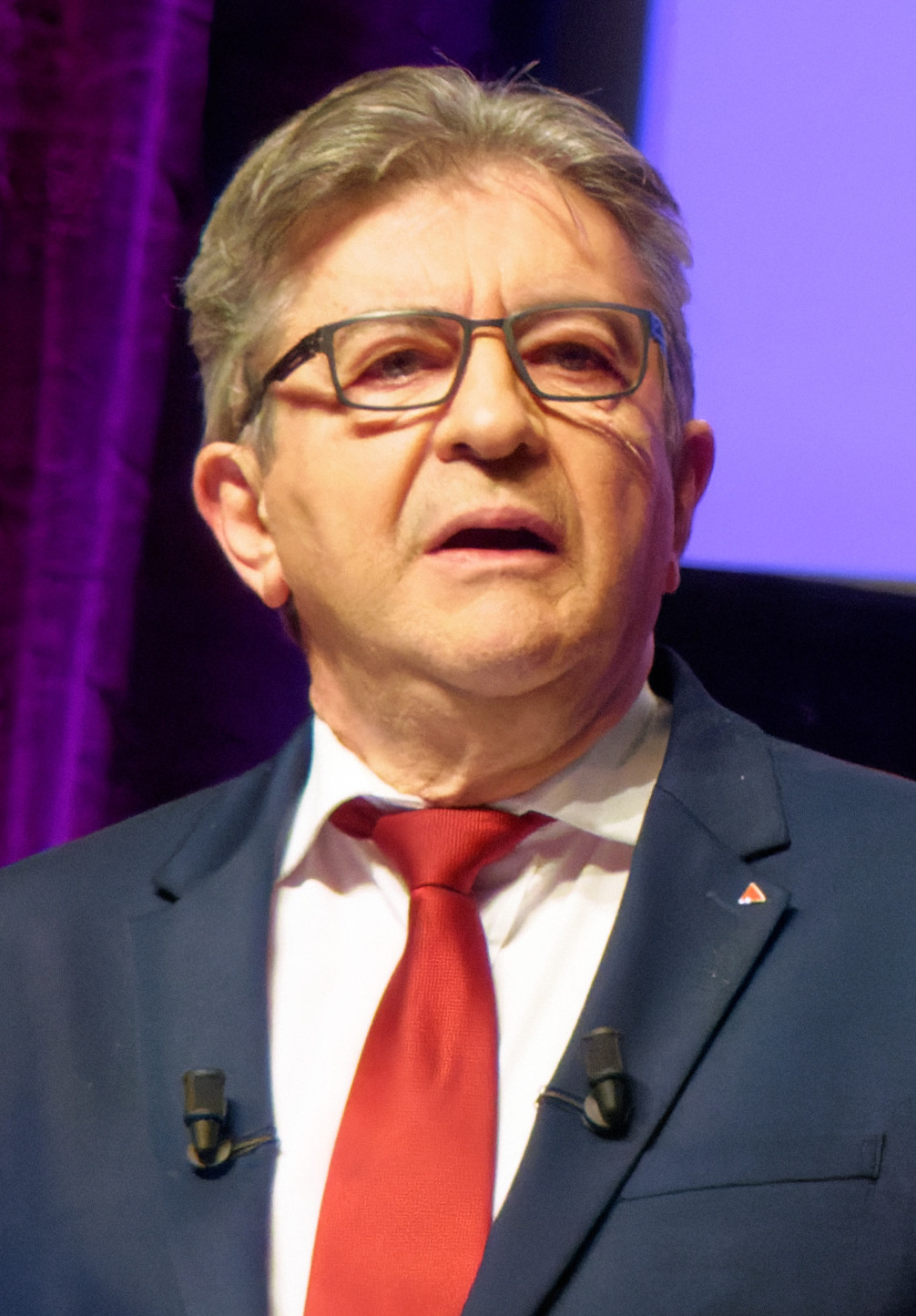
장 뤼크 멜랑숑 (2022년)

장-뤽 멜랑숑(Jean-Luc Mélenchon, 1951년 8월 19일 - )은 프랑스의 정치인이다. 2016년 강경 좌파 성향의 정당 불복하는 프랑스를 창립하였으며, 2017년부터 프랑스 하원 의원으로 재직 중이다. 2012년, 2017년, 2022년 대통령 선거에 출마하였다.

## 생애
모로코 탕헤르에서 태어났다. 그의 아버지는 스페인계, 어머니는 스페인과 시칠리아 혈통이었고, 가족은 1962년 프랑스로 이주하였다. 이후 그는 루앙의 피에르 코르네유 학교(Lycée Pierre-Corneille)에서 교육을 받았다.
1971년 멜랑숑은 트로츠키주의 단체인 국제사회주의 연맹에 가입하였으나 트로츠키주의에 강한 회의감을 느껴 곧바로 탈퇴하였다. 이후 1976년에는 청년 사회당원으로 입당하여 열렬 사회당 당원이 되었다. 이후 1986년에는 프랑스 사회당 후보로 총선에 출마해 상원의원으로 선출되었다. 2008년 멜랑숑은 사회당이 지나치게 우경화되었다고 주장하며 프랑스 사회당을 탈당해 좌파당을 창당하였다. 2012년 대선에서 멜랑숑은 좌파당 소속으로 대선에 출마해 13%를 얻었다. 2016년 그는 좌파당을 탈당해 불복하는 프랑스를 설립하고 2017년 대선에 출마하여 19%를 득표하였다. 2022년 대선에 한번 더 출마해 21.95% 득표하였다.

## 저작
- À la conquête du chaos : Pour un nouveau réalisme en politique
- Qu'ils s'en aillent tous ! : Vite, la révolution citoyenne

## 역대 선거 결과
| 선거명      | 직책명                         | 대수 | 정당            | 1차 득표율 | 1차 득표수  | 2차 득표율 | 2차 득표수 | 결과         | 당락                      |
| ----------- | ------------------------------ | ---- | --------------- | ---------- | ----------- | ---------- | ---------- | ------------ | ------------------------- |
| 1985년 선거 | 드 마시외스트 캉통             | 1대  | 사회당          | 0%         | -표         | 0%         | -표        | 1위          | 드 마시외스트 캉통 당선   |
| 1986년 선거 | 상원의원 (에손 선거구)         | 10대 | 사회당          | 26.39%     | 522표       |            |            | 1위          | 에손 주 상원의원 당선     |
| 1992년 선거 | 드 마시외스트 캉통             | 2대  | 사회당          | 25.60%     | 1,653표     | 38.43%     | 2,201표    | 2위          | 낙선                      |
| 1995년 선거 | 상원의원 (에손 선거구)         | 13대 | 사회당          | 23.93%     | 525표       |            |            | 2위          | 에손 주 상원의원 당선     |
| 1998년 선거 | 드 마시외스트 캉통             | 3대  | 사회당          | 30.88%     | 1,851표     | 52.87%     | 2,951표    | 1위          | 드 마시외스트 캉통 당선   |
| 2004년 선거 | 상원의원 (에손 선거구)         | 16대 | 사회당          | 34.74%     | 796표       |            |            | 1위          | 에손 주 상원의원 당선     |
| 2009년 선거 | 유럽의원 (남서부프랑스 선거구) | 7대  | 좌파당          | 8.16%      | 214,079표   |            |            | 비례대표 1번 | 낙선                      |
| 2012년 선거 | 대통령                         | 24대 | 좌파당          | 11.11%     | 3,985,298표 |            |            | 4위          | 낙선                      |
| 2012년 선거 | 하원의원 (파드칼레 제11선거구) | 14대 | 좌파당          | 21.48%     | 11,299표    |            |            | 3위          | 낙선                      |
| 2014년 선거 | 유럽의원 (남서부프랑스 선거구) | 8대  | 좌파당          | 8.57%      | 252,197표   |            |            | 비례대표 1번 | 낙선                      |
| 2017년 선거 | 대통령                         | 25대 | 불복하는 프랑스 | 19.58%     | 7,059,951표 |            |            | 4위          | 낙선                      |
| 2017년 선거 | 하원의원 (부슈뒤론 제4선거구)  | 15대 | 불복하는 프랑스 | 34.31%     | 8,460표     | 59.85%     | 11,912표   | 1위          | 부슈뒤론 주 하원의원 당선 |
| 2022년 선거 | 대통령                         | 26대 | 불복하는 프랑스 | 21.95%     | 7,712,520표 |            |            | 3위          | 낙선                      |